# Cargo 92
Cargo 92 est le nom d'une tournée artistique et culturelle française qui a eu lieu dans une dizaine de pays d'Amérique du Sud en 1992, pour célébrer de façon critique et alternative le cinquième centenaire de l'arrivée de Christophe Colomb en Amérique. Loin d'une commémoration traditionnelle, le projet se voulait une rencontre artistique et un échange culturel avec les populations du sous-continent. 
La tournée se déroule à bord d'un bateau, le Melquiadès, qui transporte sur l'océan Atlantique plusieurs compagnies artistiques françaises de renom. À son bord, on retrouvait notamment la célèbre compagnie de théâtre de rue nantaise Royal de Luxe, le groupe de rock alternatif Mano Negra mené par Manu Chao, ainsi que les compagnies de danse de Philippe Decouflé et le théâtre de marionnettes de Philippe Genty.
Parti de Nantes, le cargo fait escale dans plusieurs grands ports d'Amérique du Sud, notamment Caracas, Rio de Janeiro ou encore Buenos Aires. Dans chaque ville, les artistes proposaient des spectacles gratuits, souvent sous forme de grandes parades et de performances de rue, attirant des foules considérables. L'une des particularités du projet était qu'une véritable rue, avec ses façades de maisons, avait été reconstruite dans la cale du navire, servant de décor et de lieu de vie pour les artistes. Au total le bateau navigue 80 jours et produit 100 spectacles pour 1,5 million de spectateurs.
Cargo 92 était soutenu par l'AFAA, organisme précurseur de l'actuel Institut Français et dirigé par Jean Digne, le Ministère de la Culture (dirigé par Jack Lang) et le Ministère des Affaires Étrangères français, ainsi que la ville de Nantes et son maire de l'époque Jean-Marc Ayrault.